# Mase
Mason Durell Betha (* 27. srpna 1977, Jacksonville, Florida) spíše známý jako Mase je americký rapper. Nejvíce známý pro své debutové album Harlem World (1997).

## Stručná biografie

### Raná tvorba
Narodil se ve městě Jacksonville, Florida v roce 1977. V roce 1982 se s rodinou přestěhovali do Harlemu v New Yorku, o sedm let později se vrátili na Floridu a o další dva roky později se přestěhovali zpět do Harlemu. V New Yorku studoval na Manhattan Center High School, kde hrál v basketballovém týmu. Ve stejné době vystupoval jako rapper pod pseudonymem Murda Ma$e ve skupině Children of the Corn. Po střední škole nastoupil na newyorskou státní univerzitu ve čtvrti Purchase. Během studia narazil na hudebního producenta, který si říkal Country, ten ho představil Seanu "Puff Daddy" Combsovi, který mu dal příležitost a posléze ho upsal pod svůj label Bad Boy Records. Kvůli své hudební kariéře odešel z univerzity.

### Harlem World (1997)
Svůj mainstreamový debut zažil po úspěchu remixu písně "Only You" od skupiny 112, na které hostoval. Poté v roce 1997 hostoval na úspěšných písních od The Notorious B.I.G. "Mo Money Mo Problems" a Puff Daddyho "Can't Nobody Hold Me Down" a "Been Around the World".
Debutové album nazvané Harlem World vydal v říjnu 1997. Album debutovalo na prvních místech žebříčků Billboard 200, Top R&B/Hip-Hop Albums a Canadian Albums. Získalo certifikace 4x platinová deska v USA a 3x platinová deska v Kanadě. Harlem World obsahuje velmi úspěšné singly "Feel So Good" (ft. Kelly Price), "What You Want" (ft. Total) a "Lookin' at Me" (ft. Puff Daddy).

### Double Up (1999)
Druhé album Double Up vydal v červnu 1999, to již úspěch předchozího alba nezopakovalo. Double Up neobsahoval žádný úspěšný singl i proto se umístilo na 11 příčce v žebříčku Billboard 200 s 107 000 prodanými kusy první týden prodeje v USA. Album získalo zlatou certifikaci od společnosti RIAA.
Po vydání oznámil, že končí s hudební kariérou, aby s Boží pomocí našel správnou cestu svého života. Během následujících pěti let se věnoval propagaci křesťanské církve.

### Welcome Back (2004)
Roku 2004 oznámil velký comeback a rychle nahrál album Welcome Back. Album debutovalo na 4. místě žebříčku Billboard 200 s 188 000 prodanými kopiemi v první týden v USA, a později získalo zlatou certifikaci. Obsahovalo vcelku úspěšné singly "Welcome Back" a "Breathe, Stretch, Shake" (ft. P. Diddy). Album bylo ovlivněno Maseovým křesťanským osvícením.
Poté začal nahrávat u G-Unit Records, kde vydal mixtape Crucified 4 The Hood: 10 Years of Hate (2006), ale brzy si začal na poměry u G-Unit Records stěžovat. Navíc P.Diddy odmítal prodat jeho smlouvu s Bad Boy Records za méně než dva miliony amerických dolarů, tím tedy Maseova spolupráce s G-Unit skončila. Roku 2007 znovu ukončil svou kariéru.

### 2009 - současnost
V roce 2009 ho Diddy uvolnil z kontraktu s Bad Boy Records. Poté Mase ohlásil svůj druhý comeback, kdy řekl, že od smrti Michaela Jacksona cítí vnitřní touhu po nové tvorbě.

## Diskografie

### Studiová alba
| Rok  | Album                                                      | Nejvyšší umístění v hitparádě | Nejvyšší umístění v hitparádě | Nejvyšší umístění v hitparádě | Ocenění                            |
| Rok  | Album                                                      | US 200                        | US Hip-Hop                    | CAN                           | Ocenění                            |
| ---- | ---------------------------------------------------------- | ----------------------------- | ----------------------------- | ----------------------------- | ---------------------------------- |
| 1997 | Harlem World - Vydáno: 28. října 1997 - Vydavatel: Bad Boy | 1                             | 1                             | 1                             | US: 4x platinové CAN: 3x platinové |
| 1999 | Double Up - Vydáno: 15. června 1999 - Vydavatel: Bad Boy   | 11                            | 2                             | 17                            | US: zlaté                          |
| 2004 | Welcome Back - Vydáno: 24. srpna 2004 - Vydavatel: Bad Boy | 4                             | 3                             | 10                            | US: zlaté                          |

### Úspěšné singly
- 1997 - "Feel So Good" (ft. Kelly Price)
- 1998 - "What You Want" (ft. Total)
- 1998 - "Lookin' at Me" (ft. Puff Daddy)
- 2004 - "Welcome Back"
- 2004 - "Breathe, Stretch, Shake" (ft. P. Diddy)